# 青山円座松
- 青山円座松
- 青山圓座松

「青山円座松」（あおやまえんざまつ）は、葛飾北斎の名所浮世絵揃物『冨嶽三十六景』全46図中の1図。落款は「北斎改為一筆」とある。

## 概要
本作品は現代の東京都渋谷区神宮前にある龍巌寺にあった銘木・円座松（笠松とも）と、その背後に聳える富士山を描写した図。円座松は岡山鳥の『江戸名所花暦』や斎藤月岑の『江戸名所図会』などでも江戸の名所として取り上げられた銘木で、「枝のわたり三間あまりあり」と言われるほどの大木であった。画面右下の丘には毛氈を敷いた子連れの見物人たちが酒を酌み交わして眼下の松とすやり霞の中に佇む富士を眺めている。

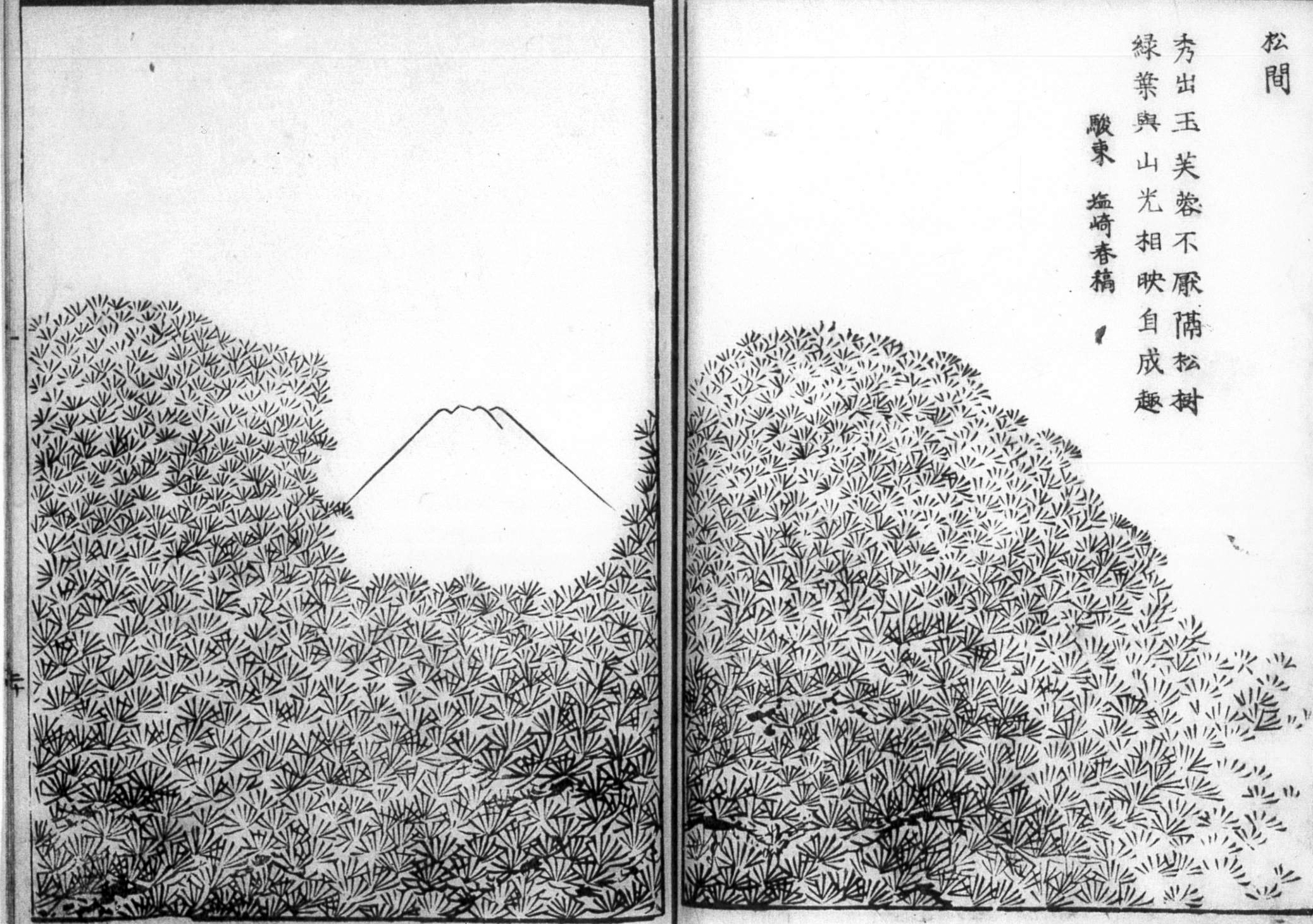
河村岷雪『百富士』巻一「松間」

松と富士の対比構造は河村岷雪の『百富士』「松間」で試みられており、その影響も垣間見えるが、岷雪の図は場所を特定しておらず、円座松と富士山の組み合わせは北斎独自のアイデアとされる。山のように盛り上がった円座松と、背後の富士の対比構造を強調した構成を採用しており、実際には江戸からの富士山は本図のような大きさで見えることもなければ、円座松を見下ろす小高い丘なども存在しない。
描き込み具合においても精緻に一本一本の松葉を描いているのに対し、富士山とそれに連なる山々は出来る限り簡素化させることで対比構造をより強調している。山の背後の空に用いた藍をボカシ上げすることで清涼感のある澄んだ空気を表現している。